# Parafia Matki Bożej Królowej Świata w Jaśle
Parafia Matki Bożej Królowej Świata w Jaśle – parafia znajdująca się w diecezji rzeszowskiej w dekanacie Jasło Zachód.
Erygowana w 1957 roku. Kościół parafialny murowany, zbudowany w 1924 jako dom ludowy, poświęcony w 1944 roku.